# Dziennik Handlowy
Dziennik Handlowy – polskie czasopismo o tematyce gospodarczej wydawane w Warszawie w latach 1786–1793.
Periodyk ukazywał się w Warszawie najpierw jako miesięcznik, następnie dwa razy w miesiącu, a w 1793 jako tygodnik. Na jego łamach poruszano tematykę gospodarczą. Redaktorem naczelnym był Tadeusz Karol Podlecki. Kontynuacją pisma był „Dziennik Uniwersalny” wydawany przez Józefa Mejera.